# Phronia acra
Phronia acra är en tvåvingeart som beskrevs av Ostroverkhova 1979. Phronia acra ingår i släktet Phronia och familjen svampmyggor. Inga underarter finns listade i Catalogue of Life.